# Codling Fault Zone SAC
Codling Fault Zone SAC este o arie protejată (arie specială de conservare — SAC, sit de importanță comunitară — SCI) din Irlanda întinsă pe o suprafață de 2.982,23 ha, integral marine.

## Localizare
Centrul sitului Codling Fault Zone SAC este situat la coordonatele 53°19′43″N 5°38′29″W / 53.328616°N 5.641399°V.

## Înființare
Situl Codling Fault Zone SAC a fost declarat sit de importanță comunitară în ianuarie 2015 pentru a proteja un număr necunoscut de specii din flora spontană și fauna sălbatică aflate în arealul zonei. Situl a fost protejat și ca arie specială de conservare în februarie 2016.

## Biodiversitate
Situată în ecoregiunea atlantică, aria protejată conține 1 habitat natural: Structuri submarine provocate de scurgeri de gaze.
La baza desemnării sitului se află un număr nedeclarat de specii protejate.